# Biblioteca Pública del Estado (Valencia)
La Biblioteca Pública del Estado de Valencia (Biblioteca Pública de l'Estat a València Pilar Faus)  
es la principal biblioteca pública de la ciudad de Valencia. Como institución fue fundada en 1838. Sin embargo, no fue hasta 1979 cuando esta fue recolocada en su actual emplazamiento, el edificio principal del antiguo Hospital de los Pobres Inocentes.  Forma parte de la red de bibliotecas públicas valencianas (Xarxa de Biblioteques Públiques) y de la red de Bibliotecas Públicas del Estado (REBECA)

## Historia

### Orígenes
El origen de la institución se remonta a 1938 y tiene sus comienzos en la Biblioteca Popular de Valencia, originalmente instalada en la Casa Vestuario, en la Plaza de la Virgen. La biblioteca fue reubicada en 1979 en el crucero del Antiguo Hospital de Valencia, también conocido como Hospital de los Pobres Inocentes.

### El edificio como hospital
El edificio que actualmente alberga la biblioteca fue fundado en 1409 por miembros de la burguesía valenciana de la época, alentados por un sermón de Fray Juan Gilabert Jofré en el que defendía la necesidad de crear una institución para el cuidado de los enfermos mentales. Fue así como se fundó el Hospital de Folls de Santa María dels Pobres Innocents. Fue el primer manicomio que se creó en Europa y en 1493 se concedió permiso para ampliar el Hospital. Fue entonces cuando comenzaron las obras de la nueva enfermería en forma de cruz griega, uno de los muchos anexos que conformaban el hospital y en el que actualmente se encuentra emplazada la biblioteca. Contaba con dos plantas, la inferior destinada para el tratamiento de hombres y la superior, para las mujeres.
Hasta principios del siglo XVI, coexistieron en Valencia diversos hospitales minoritarios, generalmente ligados a organizaciones religiosas que se dedicaban a curar enfermedades específicas. En 1511, una sentencia de Fernando el Católico decretó la unificación de todos esos hospitales en uno solo. Se añadieron algunos anexos y renombró el complejo como Hospital General de Valencia. Un incendio de 1547 obligó a reconstruir el edificio, y en 1664 se levantó un segundo crucero. El portal gótico que actualmente está en la entrada del recinto es la única pieza original que se conserva de antes del incendio.

### El edificio como biblioteca
El complejo sanitario continuó sirviendo como hospital hasta 1960 cuando se inauguró el Hospital General u Hospital Provincial en la avenida del Cid, actualmente Hospital General Universitario de Valencia. Tras el abandono del centro se inició el derribo del mismo, obras con las cuales desaparecieron la iglesia, la farmacia y la antigua facultad de medicina. No obstante, la oposición ciudadana consiguió detener la demolición justo cuando se iniciaba el derribo del edificio de enfermería, en el que hoy en día se emplaza la biblioteca.
El 28 de noviembre de 1963 mediante Decreto 3438 los edificios que no habían sido derribados fueron declarados conjunto histórico-artístico sobreviviendo así la antigua enfermería, la ermita de Santa Lucía y la capilla del Capitulet. En 1979 el Ministerio de Cultura de España instaló la Biblioteca Pública de Valencia en el edificio de la antigua enfermería y el Centro Coordinador de Bibliotecas (actual IVAJ) en la farmacia.
Actualmente, debido a la forma de cruz griega del edificio, la Biblioteca divide sus servicios por alas: en la entrada, que se abre a un parque aledaño a la calle de Guillem de Castro,se encuentra la atención general al público y los estantes de revistas y libros de consulta; en el ala derecha, el servicio de préstamos; en la izquierda, el material infantil y juvenil, y al fondo, el servicio de hemeroteca. En la planta superior, se encuentran las alas de Humanidades, Ciencias, las oficinas y el fondo local.

## Servicios
Como centro, la Biblioteca Pública de Valencia cuenta con los siguientes servicios:
1. Información Bibliográfica.
2. Préstamo a domicilio de libros, DVD y otros soportes.
3. Actividades culturales.
4. Consulta y lectura en sala.
5. Servicios en línea (préstamo interbibliotecario, desiderata, reservas y renovaciones...).
6. Wifi e internet.

## Directores
Listado de los Directores de la Biblioteca pública de Valencia. 
| Orden | Directores                    | Inicio | Final      |
| ----- | ----------------------------- | ------ | ---------- |
| 1     | Pilar Faus                    | 1979   | 1993       |
| 2     | Carolina Sevilla              | 1993   | 2007       |
| 3     | Rafael Coloma                 | 2007   | 2010       |
| 4     | María Jesús Carrillo Martínez | 2010   | 2014       |
| 5     | Everilda Ferriols Segrelles   | 2014   | 2016       |
| 6     | Romà Seguí i Francès          | 2016   | Actualidad |

## Localización
Calle Hospital, 13 (Entrada de usuarios  a través del jardín de Guillem de Castro)

46001 València

Telèfon: 96 256 41 30

Fax: 96 256 41 31

## Galería de imágenes
|                                                                      |
| Crucero del antiguo hospital, actual Biblioteca Pública de Valencia. |

|                                       |
| Naves lateral y central del edificio. |

|                                                |
| Detalles del interior del tambor de la cúpula. |

|                                   |
| Cúpula central desde el exterior. |

|                             |
| Portal gótico del hospital. |

|                                                                                       |
| Antiguo plano del Hospital General de Valencia, realizado por el Padre Tosca en 1704. |